# 王子公園駅
王子公園駅（おうじこうえんえき）は、兵庫県神戸市灘区王子町一丁目にある、阪急電鉄神戸本線の駅。駅番号はHK-14。
王子公園の南に位置する。公園内の神戸市立王子動物園でジャイアントパンダが飼育されていることから、駅では随所にパンダのイラストが配されている。

## 歴史
- 1936年（昭和11年）4月1日：西灘駅として、阪神急行電鉄（当時の社名）神戸線の神戸駅（2代目、現在の神戸三宮駅）延伸と同時に開業[4]。従来神戸線の終着駅であった神戸駅（初代）はこのとき上筒井駅に改称し、当駅 - 上筒井駅間は上筒井線となる[4]。
- 1940年（昭和15年）5月20日：上筒井線廃止[4]。
- 1941年（昭和16年）1月16日：神戸市電が開業し、西灘駅のそばに原田電停を設ける（1969年（昭和44年）3月23日に廃止）。
- 1956年（昭和31年）10月24日：駅舎移転[2]。
- 1968年（昭和43年）4月7日：神戸高速鉄道の開通に伴い、山陽電気鉄道の列車が乗り入れるようになる[4]。
- 1984年（昭和59年）6月1日：王子公園駅に改称[4][3]。開業以来「西灘」の駅名であったが、南に500メートル以上離れた阪神本線の同名の西灘駅と区別する目的[3]と、王子公園の最寄り駅であることから改称される。
- 1995年（平成7年）
  - 1月17日：阪神・淡路大震災により被災。営業休止となる。
  - 2月13日：御影駅 - 当駅間が復旧[4]。同区間で普通列車の折り返し運転を開始。
  - 3月13日：当駅 - 三宮駅間が復旧[4]。御影駅 - 三宮駅間で普通列車の折り返し運転を開始。
  - 6月1日：岡本駅 - 御影駅間が復旧[4]。夙川駅 - 神戸高速鉄道新開地駅間で普通列車の折り返し運転を開始。
  - 6月12日：西宮北口駅 - 夙川駅間が復旧し、全線開通[4]。
- 1998年（平成10年）2月15日：山陽電気鉄道との相互直通運転を中止[4]。
- 2013年（平成25年）12月21日：駅番号導入[5][6]。

## 駅構造
相対式ホーム2面2線を有する高架駅である。保線機器用の線路の分岐器はあるが、絶対信号機を持たないため、停留所に分類される。
改札口は1階の東西に各1か所、ホームは2階にある。開業当初は移設が予定されていたために木造の仮設構造ホームであったが、戦災で消失し、東側約300メートルの位置に仮設駅が設置されるなど、長らく仮設構造での営業が続いていた。第11回国民体育大会が開催される1956年（昭和31年）に、現在の位置に鉄筋コンクリート造の駅が設置された。
神戸本線開業時の終着駅であった上筒井支線上筒井駅（1940年廃止）方面へと線路が続いていた名残として、駅の大阪側に引き込み線があるが、阪神・淡路大震災直後の区間運転の車両の搬入に利用された後は使われていない。
上筒井支線の営業時には地上の旧本線の下り線側にだけホームが設けられ、上筒井側に設けられた渡り線を用いて折り返しを行っていた。しかし末期には同支線も単線営業となったため、単純な折り返し駅になっていた。
トイレは東・西改札内両方にある。

### のりば
| 号線 | 路線      | 方向 | 行先                               |
| ---- | --------- | ---- | ---------------------------------- |
| 1    | ■神戸本線 | 下り | 神戸三宮・新開地・山陽電鉄線方面   |
| 2    | ■神戸本線 | 上り | 大阪梅田・西宮北口・京都・宝塚方面 |

※実際には構内にのりば番号表記はないが、スマートフォン向けアプリ「阪急沿線ナビ TOKKアプリ」の発車案内機能では、神戸三宮方面が1号線、大阪梅田方面が2号線と表示されている。

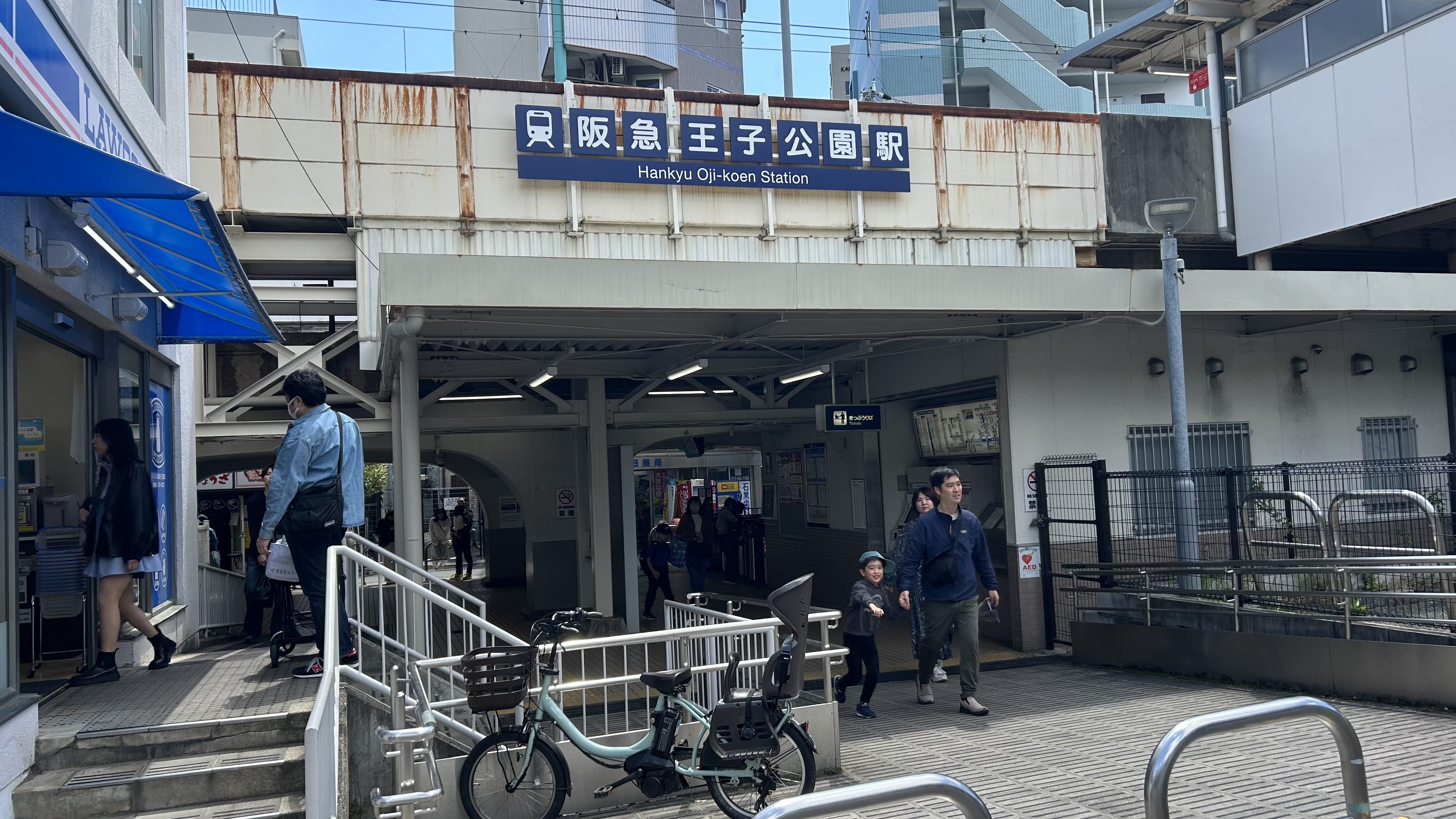
東口
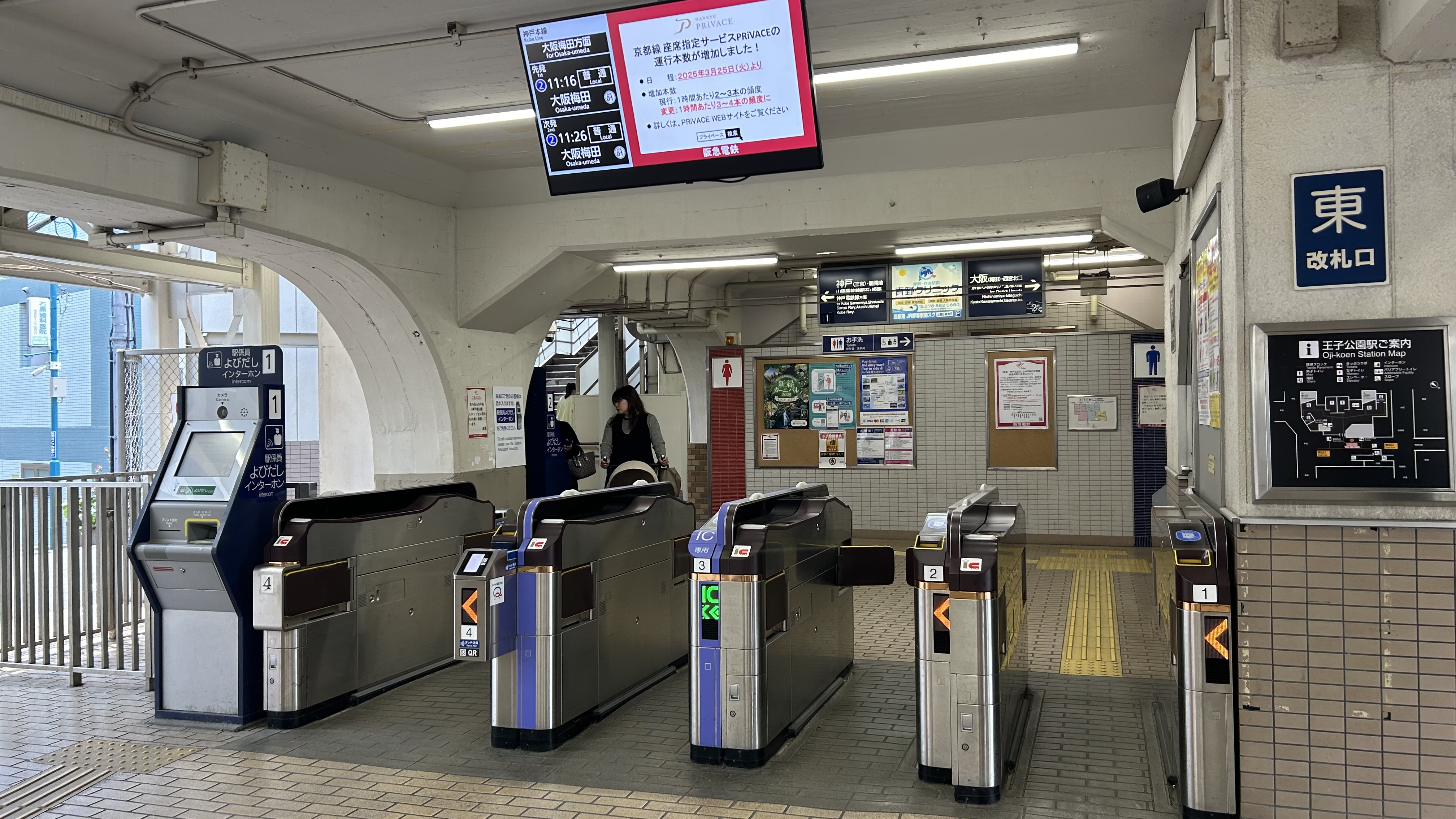
東改札口
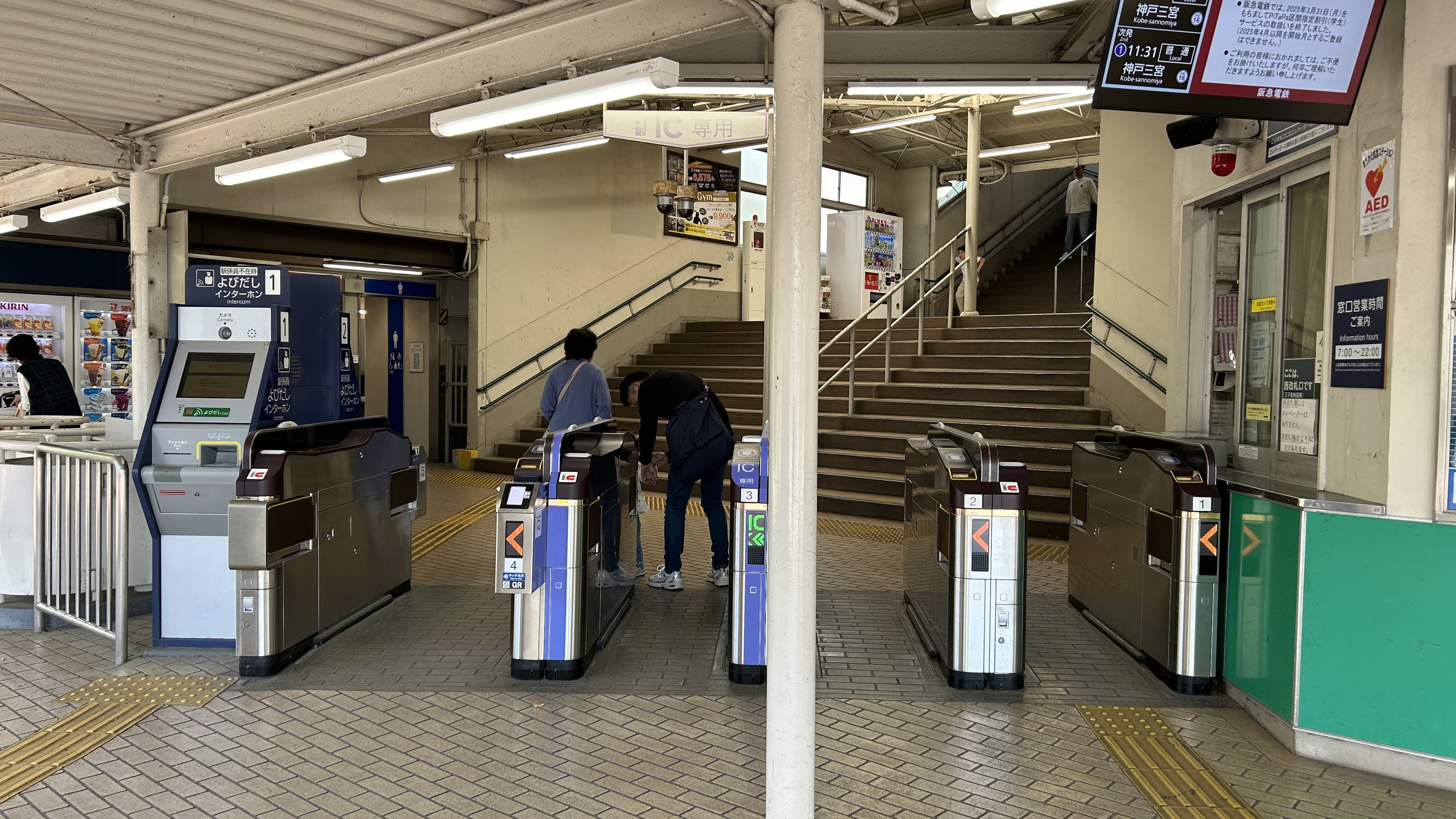
西改札口
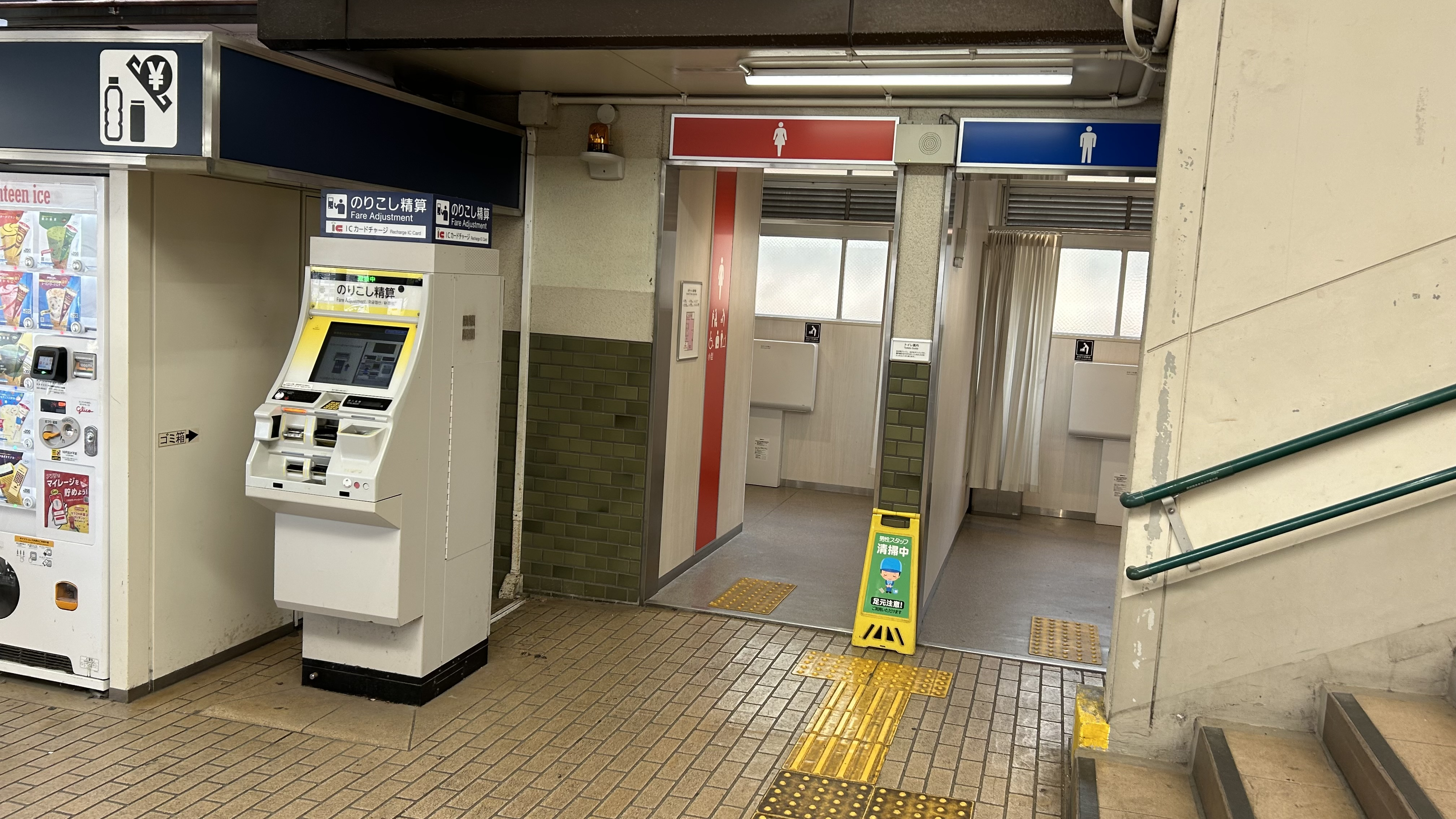
西改札トイレ
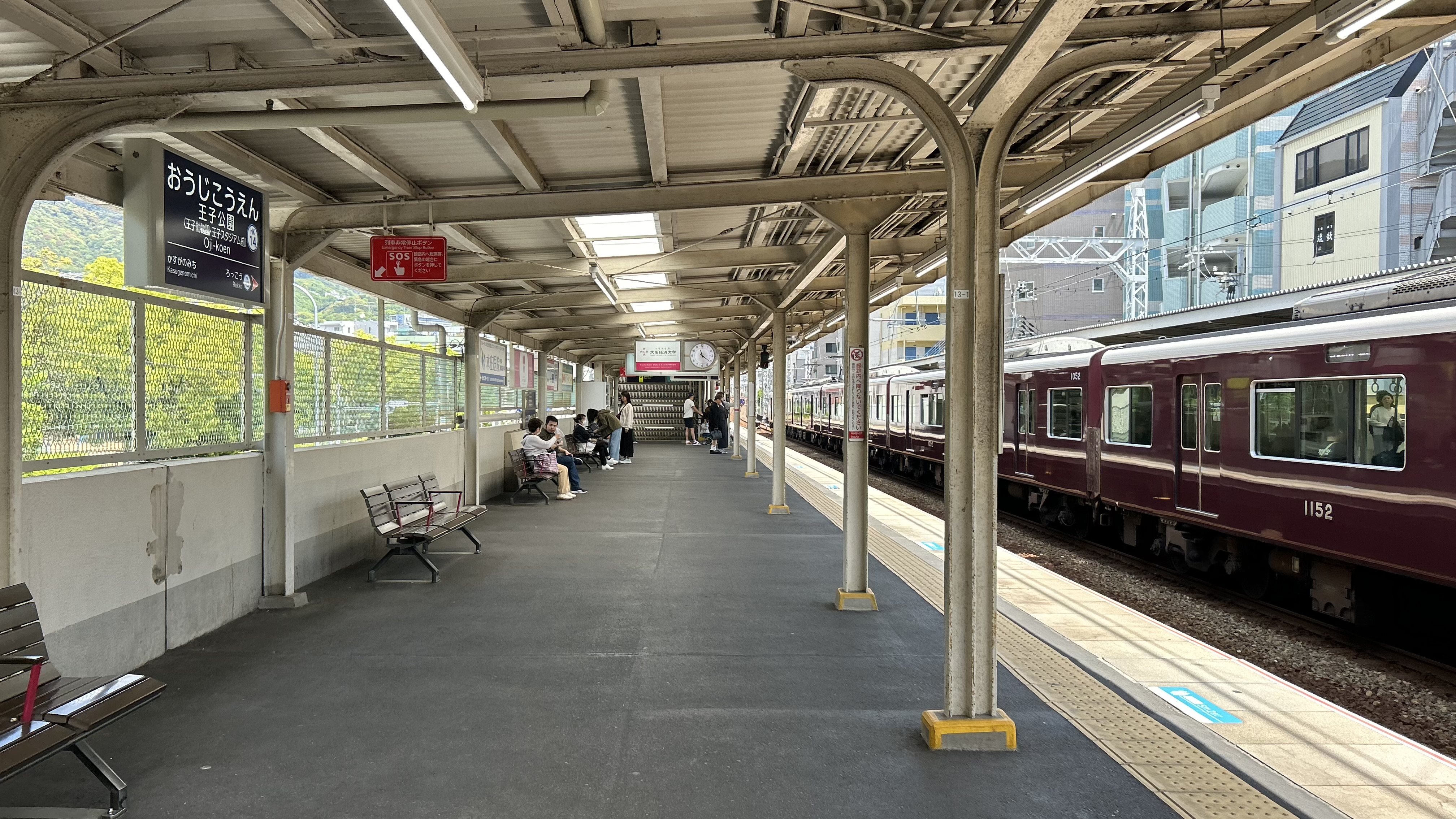
神戸方面ホーム
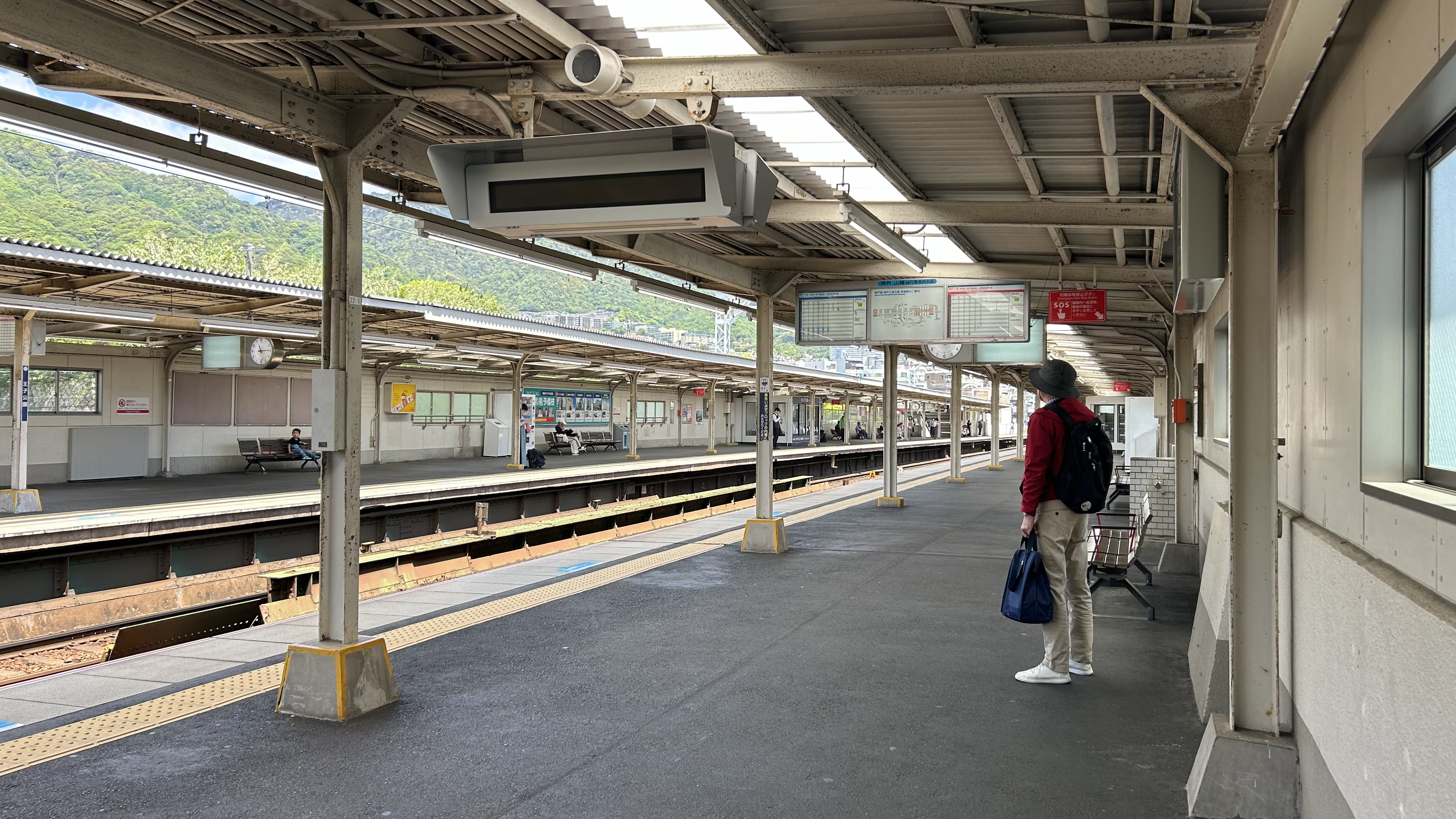
大阪方面ホーム
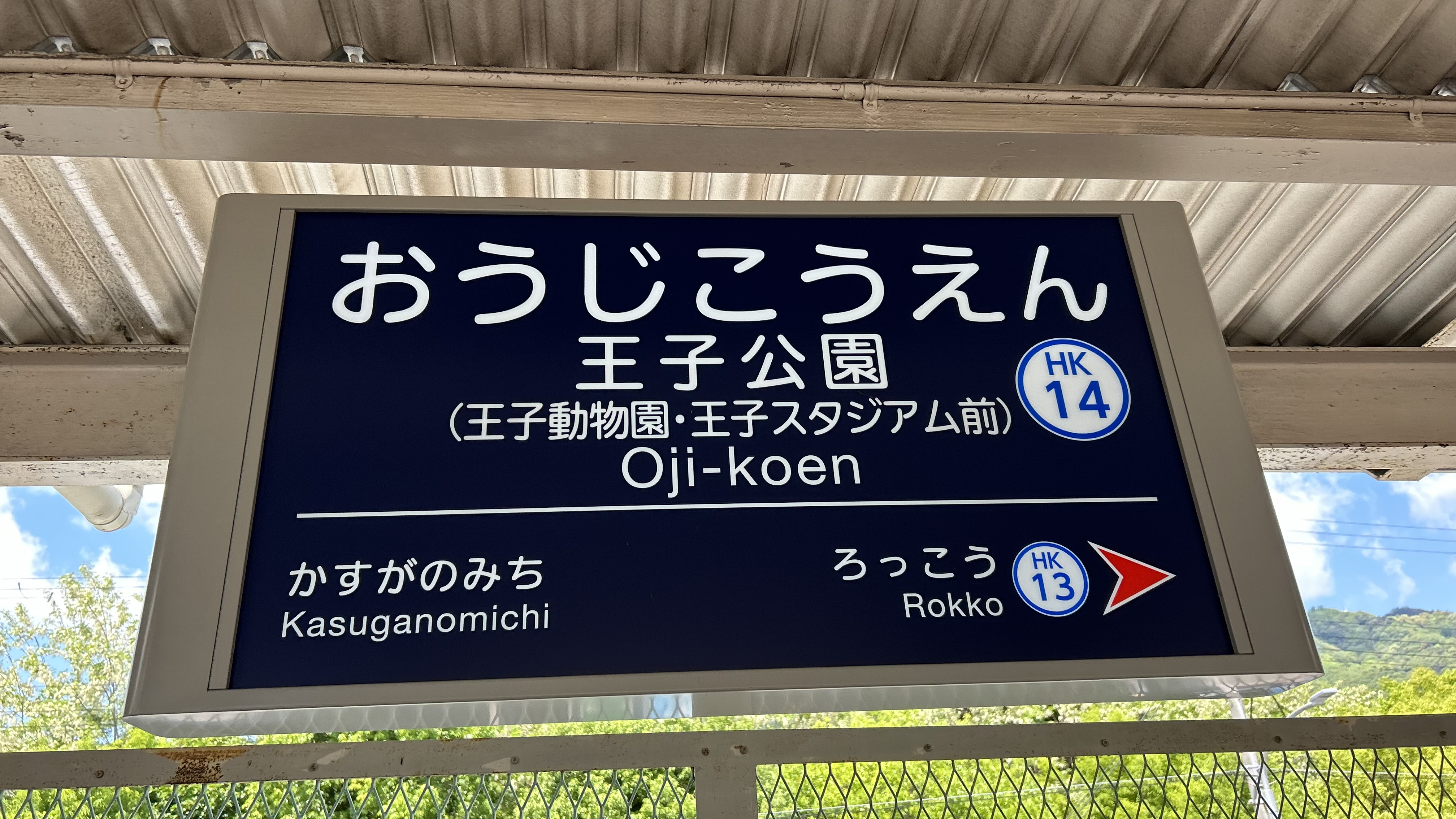
駅名標
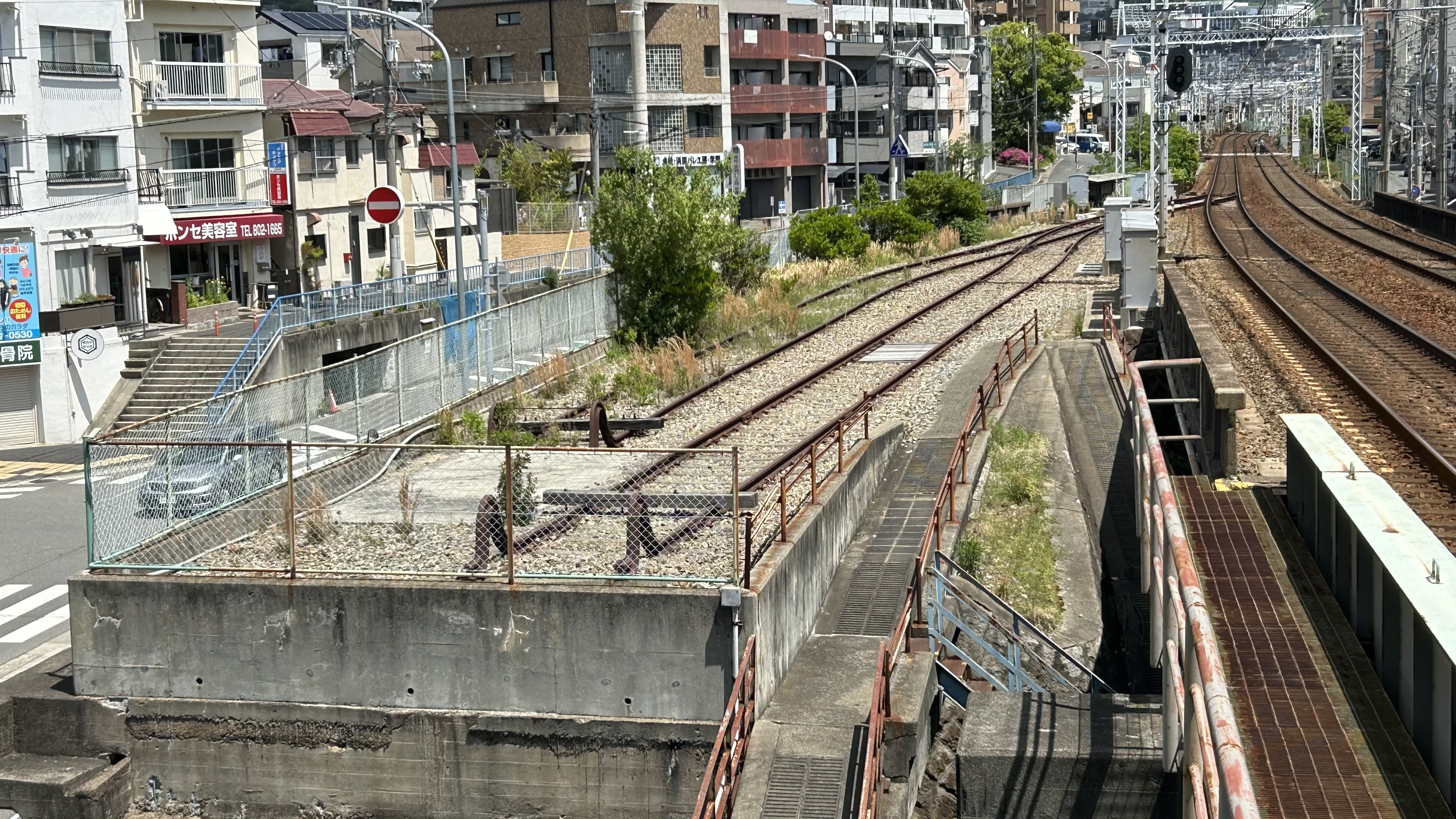
王子公園駅の側線（元は上筒井線の線路であった）

## 利用状況
2023年（令和5年）の通年平均乗降人員は16,103人であり、阪急電鉄の駅では第44位。

### 年次別利用状況
各年次の乗降人員の推移は下表の通り。なお2016年次のみ、乗車人員・降車人員も判明している。
| 年次               | 乗降人員 | 増減率 | 順位 | 出典       |
| ------------------ | -------- | ------ | ---- | ---------- |
| 2016年（平成28年） | 18,597   |        | 43位 | [ 阪急 1 ] |
| 2017年（平成29年） | 18,283   | -1.7%  | 43位 | [ 阪急 2 ] |
| 2018年（平成30年） | 18,101   | -1.0%  | 44位 | [ 阪急 3 ] |
| 2019年（令和元年） | 17,996   | -0.6%  | 45位 | [ 阪急 4 ] |
| 2020年（令和02年） | 13,561   | -24.6% | 44位 | [ 阪急 5 ] |
| 2021年（令和03年） | 14,315   | 5.6%   | 44位 | [ 阪急 6 ] |
| 2022年（令和04年） | 15,411   | 7.7%   | 44位 | [ 阪急 7 ] |
| 2023年（令和05年） | 16,103   | 4.5%   | 44位 |            |

#### 平日限定データ
2007年から2015年までのデータは平日限定となっていた。全ての年度で乗車人員・降車人員ともに判明している。
| 年次               | 乗車人員 | 降車人員 | 乗降人員 | 増減率 | 順位 | 出典        |
| ------------------ | -------- | -------- | -------- | ------ | ---- | ----------- |
| 2007年（平成19年） | 10,079   | 10,286   | 20,365   |        | 44位 | [ 阪急 8 ]  |
| 2008年（平成20年） | 10,100   | 9,755    | 19,855   | -2.5%  | 45位 | [ 阪急 9 ]  |
| 2009年（平成21年） | 10,034   | 10,558   | 20,592   | 3.7%   | 44位 | [ 阪急 10 ] |
| 2010年（平成22年） | 10,166   | 9,811    | 19,977   | -3.0%  | 44位 | [ 阪急 11 ] |
| 2011年（平成23年） | 10,264   | 9,933    | 20,197   | 1.1%   | 44位 | [ 阪急 12 ] |
| 2012年（平成24年） | 10,352   | 11,314   | 21,666   | 7.3%   | 43位 | [ 阪急 13 ] |
| 2013年（平成25年） | 10,430   | 10,063   | 20,493   | -5.4%  | 44位 | [ 阪急 14 ] |
| 2014年（平成26年） | 10,614   | 10,213   | 20,827   | 1.6%   | 44位 | [ 阪急 15 ] |
| 2015年（平成27年） | 10,598   | 10,258   | 20,856   | 0.1%   | 44位 | [ 阪急 16 ] |

## 駅周辺

### 西口
- 王子公園・神戸市立王子スポーツセンター
  - 神戸文学館
  - 神戸市立王子動物園[2]
  - 旧ハンター住宅
  - 神戸市王子スタジアム[2]
    - 当駅に到着直前の車内放送で「動物園・スタジアム前です」と車内アナウンスされる。
- 兵庫県立美術館 原田の森ギャラリー
- 横尾忠則現代美術館
- 西日本旅客鉄道（JR西日本）灘駅（南へ約600メートル）
- 阪神電気鉄道岩屋駅（南へ約700メートル）
- 灘駅前郵便局
- 神戸市立葺合高等学校
- 神戸市立科学技術高等学校
- 神戸市立神戸工科高等学校
- 神戸海星女子学院大学
- 神戸海星女子学院中学校・高等学校
- 松蔭中学校・高等学校
- 王子公園駅高架下商店街 - 入口には、1990年代初頭まで「楽天地」と表記されたアーチがかかっていた。

### 東口
- 阪急タクシー王子営業所 - 駅の高架下にある。乗車はタクシー無料呼出電話を利用する（7時から23時まで）その際迎車料金はかからない。
- 阪神電気鉄道西灘駅（南東へ約1100メートル）
- 水道筋商店街[2]
- 神戸福住郵便局
- 神戸水道筋郵便局
- 兵庫県立神戸高等学校
- 西日本旅客鉄道（JR西日本）摩耶駅（旧・東灘信号場）

### バス路線
神戸市バスとみなと観光バスの路線が発着する。
阪急王子公園停留所（駅西口南側　山手幹線）
- 92系統 三宮神社、三宮センター街東口行き・石屋川車庫行き
- 100系統 HAT神戸行き・桜口経由JR六甲道行き
- 102系統 桜口経由JR六甲道行き・摩耶ケーブル下行き

阪急王子公園北停留所（駅東口北側）
- 102系統 桜口経由JR六甲道行き・摩耶ケーブル下行き

阪急王子公園南停留所（駅西口南側）
- まやビューライン坂バス 岩屋北町2、阪神岩屋、JR灘駅方面・水道筋、摩耶ケーブル下方面

## その他
- 2000年（平成12年）に王子動物園でジャイアントパンダが公開されて以後、行楽シーズンに一部の特急が臨時停車したことがある。

## 隣の駅
阪急電鉄
■神戸本線
■特急・■通勤特急・■準特急
通過
■急行・■快速・■普通
六甲駅 (HK-13) - 王子公園駅 (HK-14) - 春日野道駅 (HK-15)

### かつて存在した路線
阪神急行電鉄
上筒井線
西灘駅 - 上筒井駅

### 記事本文